# Bothel
Bothel település Németországban, azon belül Alsó-Szászország tartományban. Lakosainak száma 2475 fő (2023. december 31.).

## Népesség
A település népességének változása:
| Lakosok száma | 2414 | 2375 | 2380 | 2375 | 2448 | 2475 |
|               | 2016 | 2017 | 2019 | 2021 | 2022 | 2023 |